# Malinka (potok)
Malinka – potok, prawostronny dopływ Wisły o długości 8,1 km, średnim spadku 5,7% i powierzchni zlewni 23,4 km².
Płynie w Beskidzie Śląskim, na terenie miasta Wisła. Jej źródła znajdują się na wysokości ok. 945 m n.p.m., po zachodniej stronie głównego grzbietu pasma Baraniej Góry, pomiędzy Malinowską Skałą, a Zielonym Kopcem. Spływa w kierunku zachodnim doliną, ograniczoną od północy ramieniem Jawierznego (799 m n.p.m.) i Czupla (882 m n.p.m.), zaś od południa długim grzbietem Cienkowa.
Malinka, według Kazimierza Sosnowskiego zwana także Małą Wisełką, uważana jest za trzeci – obok Czarnej i Białej Wisełki – źródłowy potok Wisły; tuż poniżej mostu w Nowej Osadzie Malinka łączy się z Wisełką w rzekę, nazywaną odtąd Wisłą.
Potok, pod nazwą mnogą Malinki, wspominał już Wincenty Pol w swej pracy pt. „Rzut oka na północne stoki Karpat” (1851), sytuując go jako jeden z pierwszych dopływów Wisły (błędnie - jako dopływ lewy).
W dolinie Malinki położone jest osiedle Wisły o nazwie Malinka, a przez całą dolinę przebiega, wybudowana w latach 1964–1969, droga łącząca Wisłę ze Szczyrkiem przez Przełęcz Salmopolską (obecnie droga wojewódzka nr 942).